# Csikós Béla
Csikós Béla (Jászágó, 1922. augusztus 4. – Budapest, 1994. december 7.) az MVM OVIT Zrt. egykori vezérigazgató helyettese, a hazai villamosenergia-ellátás egyik legkiválóbb alakja volt. A feszültség alatti munkavégzés (FAM) eszközeinek és technológiájának a feltalálója, tervezője, szerkesztője és megvalósítója.
Fejlesztette a nagy transzformátorok gazdaságos méretezésének és üzemének, az olaj és papírszigetelés megóvásának és javításának technikáját.
Munkássága rendkívül jelentős a hazai villamosenergia-iparban a nagyfeszültségű alaphálózat létrehozásában és zavartalan üzemeltetésében elméleti és gyakorlatában.
Több szabadalma közül a FAM módszereinek kidolgozása, a FAM1 és FAM2 a legjelentősebb nemcsak itthon, de nemzetközileg is alkalmazott eszközök, védőruházat és eszközök kidolgozása formájában.

## Fiatalkora
„Tudásvágyból. Bebizonyítottam magamnak, hogy nem vagyok rosszabb másoknál…” (Dr. Csikós Béla arról, hogyan jutott el az egyik feltalálásához.)
1922. augusztus 4-én született a Jászárokszállás nagyközséghez tartozó Jászágón. Szegény származású paraszti családban nőtt fel. Az apja nem akarta elengedni a munkaerőt a háztól, de az anyja kiállt a fia mellett, Csikós így végezhette el az elemi iskolát, ahova minden nap hat kilométert gyalogolt, iskolai tanulmányait a jászágói osztatlan tanrendű tanyai elemi iskolában kezdte. A hat osztályt négy év alatt végezte el, ezért felajánlották neki, hogy végezze el a gimnáziumot állami ösztöndíjjal, amit Jászberényben fejezett. 1949-ben szerzett B-tagozatos gépészmérnöki – azaz villamosmérnöki – oklevelet a Budapesti Műszaki Egyetemen. Verebély László professzor tanítványaként és munkatársaként.

## Munkássága
"A transzformátor olyan egyszerű villamos gép, hogy bonyolultabb már nem is lehet." (Dr. Csikós Béla)
Egyetemi tanulmányait követően nem hagyta el Budapestet, épp ezért az első munkahelye a Ganz Villamossági Gyár volt. Az egykor Lövőház utca 39. szám alatt található gyárban az első pozíciójában villamos távvezetékeket és erőműveket tervezett. Későbbiekben kinevezték kisgépgyártási osztályvezetővé, majd műszaki fejlesztési főosztályvezető-helyettessé.
1952-ben áthelyezték az Erőmű Beruházási Vállalathoz. 1954 OVIT-hoz került, ahol 1954-ben főmechanikus lett. 1955-től az Erőmű Tröszt Központi Karbantartási Szolgálatát és Villamos Osztályát vezette. Amellett, hogy gyorsan lépdelt fel a ranglétrán, a tudományos világban is helytállt a kezdetektől. 1956 és 1960 között összesen 540 oldal terjedelmű tanulmányokat írt.
1961-ig OVIT-hoz helyezték át főmérnökének, ahol részt vett az 1960-as évek közepén az első hazai 400/120/18 kV-os, 360 MVA-és gödi, majd 10 évvel később a 750/400/15 kV-os, 1100 MVA-es albertirsai transzformátorok megalkotásában.
1961– 1985 műszaki vezetésével épült a hazai és nemzetközi kooperációs 220 kV-os, 400 kV-os és 750 kV-os nagyfeszültségű hálózat, 3500 km hosszúságú távvezeték és 30 transzformátorállomás. 70 fajta kisgép és nagyszerszám, köztük a feszültség alatti munkavégzés eszközének feltalálása köthető a nevéhez. 
Fejlesztette a nagy transzformátorok gazdaságos méretezésének és üzemének az olaj- és papírszigetelés megóvásának és javításának technikáját.
1974-ben a Szovjetunió és öt KGST-ország – Bulgária, Csehszlovákia, Lengyelország, Ma-
gyarország és a Német Demokratikus Köztársaság (az NDK) – Általános Egyezményt kötött a Vinnyica-Zapadnoukrainszkaja-Albertirsa 750 kV-os összeköttetés megépítésére és üzemeltetésére.
Az OVIT Csikós Béla vezetésével és személyes konstruktőri közreműködésével kifejlesztette a 750 kV-os távvezeték építési technikáját.
Az állami nagy beruházás, a 750 kV-os program szétválaszthatatlanul összekapcsolódott egy nagy jelentőségű találmány, a FAM (feszültség alatti munkavégzés) eljárásával, amit dr. Csikós Béla, a vállalat akkori főmérnöke dolgozott ki, és több szabadalom köthető a nevéhez. 
Módszere egyedülálló volt, hogy minden általa tervezett eszközt és eljárást először saját maga próbált ki, és csak akkor engedélyezte a munkatársak általi használatot, ha kellő biztonsággal meggyőződött annak veszélytelenségéről.
1984-ben Az OVIT műszaki vezérigazgató-helyetteseként vonult nyugdíjba.
1992-ben Keszthelyen az Európában megszervezett első ICOLIM rendezője volt.

### Feszültség Alatti Munkavégzés (FAM)

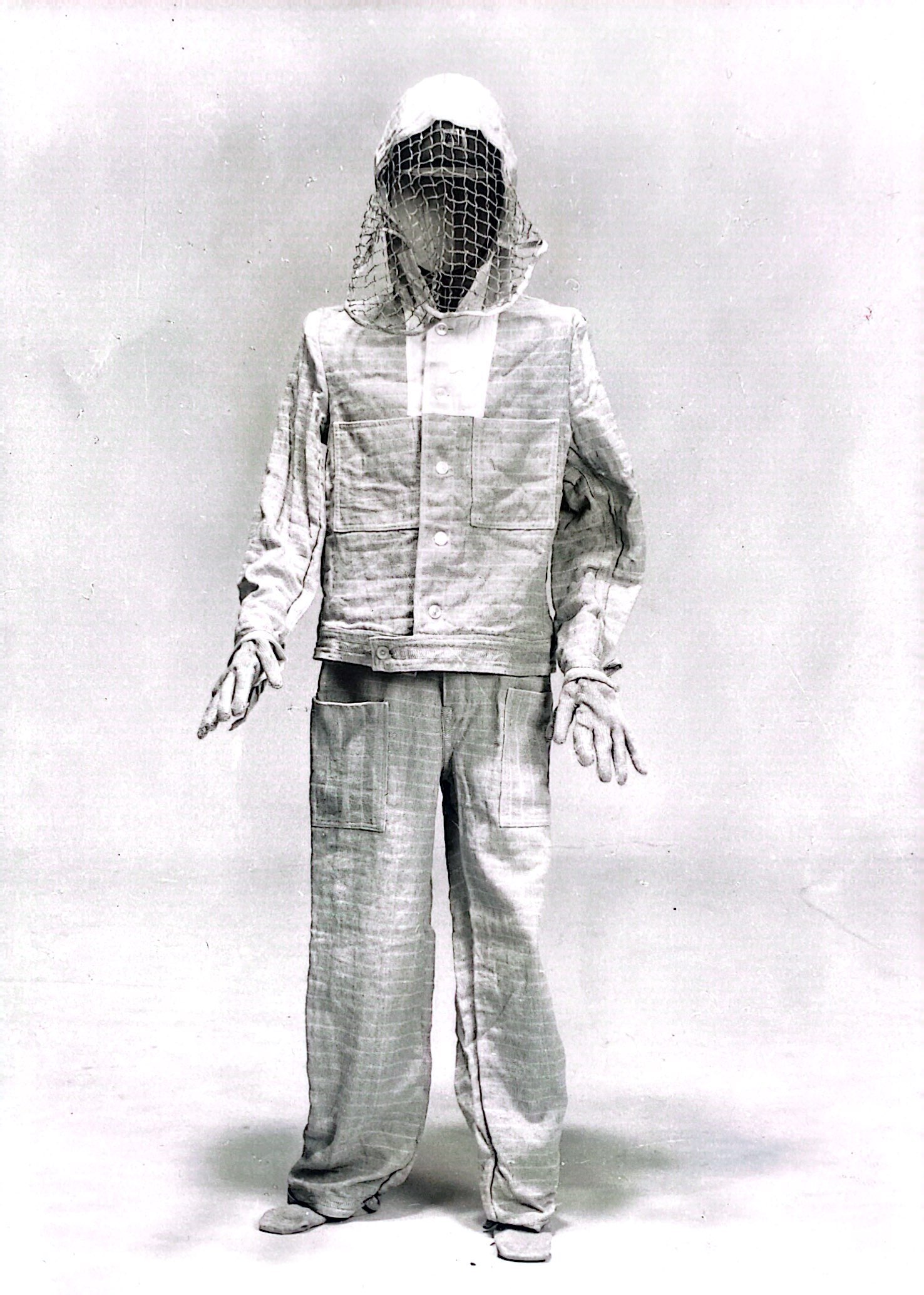
Csikós Béla által tervezett védőruházat

Magyarországon először 1967-ben alkalmaztak FAM-technológiát. E technológiának köszönhetően biztosítható karbantartás és javítás közben a villamos berendezések folyamatos, kikapcsolás nélküli üzeme, így a fogyasztók folyamatos ellátásban részesülhetnek a karbantartási idő alatt is. Ebben volt többek között úttörő Csikós Béla. A sajátos magyar módszert előbb 400 kV feszültségen (1969-ben), majd 750 kV feszültségen (1979-ben) kezdtek el dolgozni. Dr. Csikós Béla által írt cikk szerint a következők a főbb különbségek a magyar és a nemzetközi módszerek között az 1960-as és 1970-es években:
- Az általánosan használatos finomszálú, nagyfelületű, nyitott szerkezetű poliamid szigetelőkötelek helyett széles-vékony polietilén fóliából sodort zárt szerkezetű, kis felületű, víztaszító szigetelőkötelek kifejlesztése, gyártása és használata.  
A fémhuzal-betétes, kis védőhatású és nagy ellenállású védőruha helyett 0,998 feletti védelmi hatékonyságú és 0,2 ohm alatti ellenállású, ritkaszövésű, jó szellőzésű, nyáron is tartósan viselhető fémes védőruházat kifejlesztése, gyártása és használata: amelyben a test és a fémes szövet között szigetelő, távolságot tartó, a védőhatást növelő, az izzadtságot felszívó és a bőrnél nagyobb felületen elpárologtató réteg van, a fejet, az arcot és a szemeket csuklyás, fémes archálóval is védi, nemcsak az állandósult mA nagyságú áramok, hanem a technológiai hiba esetén kötelező 10 A nagyságú tranziens áramütések ellen is véd. A tartó szigetelőláncok javításához az általánosan használatos habszivacs kitöltésű üvegepoxi csőlétra helyett tömör testű, ernyős műanyag hosszúrúd-szigetelőre függesztett csővázas szerelőszék kifejlesztése, gyártása és használata: amely a kényelmes ülő testhelyzetet és annak megtartását még öntudatvesztés esetén is biztosítja, szükségtelenné teszi a kapaszkodást, a nagy erőkifejtést, kizárja az esés veszélyét felszabadítja a kezeket, és figyelem a munkavégzésre fordítható, mechanikai és villamos védelmet nyújt. 
A legnagyobb feszültségű szigetelőláncok javításához az általánosan használatos habszivacs kitöltésű üvegepoxi csövekből összeállított rácsos szerkezetek, létrák, kalodák és bonyolult technológia helyett magán az ép szigetelő láncágon csúszó, az oszlop és a sérülési hely között mozgatott, félhenger alakú üvegepoxi nyeregszános szerelőszék és 50-70 kN teherbírású összehúzó-szigetelőcserélő szerszám kifejlesztése, gyártása és használata. 
Erre a FAM technikásra a külföldi vállalatok is felfigyeltek és rendeltek is az eszközökből. Az egyedi tervezésű és építésű, 8 jellegzetes oszloptípust, 400 kV-os és 750 kV-os vezetékszakaszt tartalmazó, 500 kV-ig szabályozható feszültségű tanpályánkon 170 hazai és külföldi FAM-szerelőt és munkavezetőt képeztek ki.  
Az 1980-as évek második felében próbált olyan megoldásokat alkotni, amelyek minden feszültségre, oszlop- és vezetékrendszerre alkalmas. Ezek a lehető legkisebb szigetelési légkört használják el, nem igénylik a nagy térerősségű helyeken a legkényesebb szigetelőkötelek használatát, alapvetően lecsökkentik a nagyfeszültséggel érintkezésben végzett munka időtartamát és részarányát. Az új technika lehetővé, biztonságossá teszi, egyszerűsíti és gyorsítja a FAM-ot a kis szigetelési légkörű és különösen a két rendszerű távvezetékeken. A szennyeződő-kopó-öregedő műanyag szigetelőkötelek hiánya kizárja a váratlan és hirtelen nyári záporeső, vagy őszi ködös páralecsapódás okozta átívelési veszélyt. A szigetelőlánc a vezetéktől távol, kis villamos térerősségben vagy az oszlopról feszültségmentes állapotban javítható. A feszültséggel érintkezésben végzett munka időtartama a sérült és javított szigetelőlánc alsó kioldásának és visszakötésének néhány percére, a korábbi tizedére csökken. A FAM-szerelő közlekedését, a sérült és javított szigetelőlánc szállítását az oszlop és vezeték között az oszlop síkjából kinyúló forgókonzol félköríves oda-vissza forgatása biztosítja 

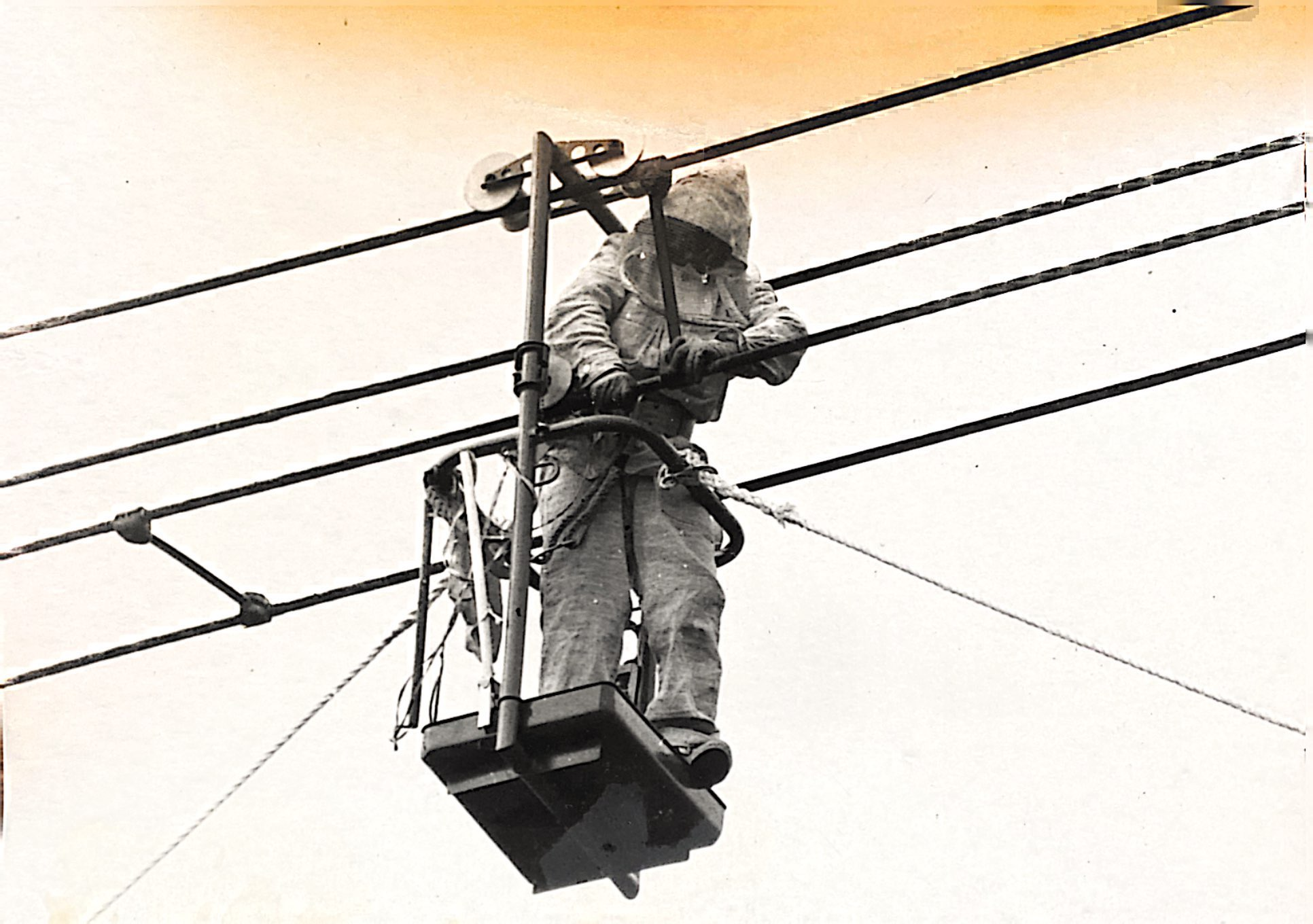
Munka közben.

Csikós megítélése szerint a nagyfeszültségű, nagyterhelésű távvezetékeken munkát végző FAM-szerelőket a mágneses indukció ellen is védeni kell. Erre olyan FAM technikákat, eszközöket és technológiákat tervezett, amelyek a FAM-szerelőt, megvédik a káros nagyságú mágneses indukciótól. Így a FAM-szerelőt érő legnagyobb mágneses indukció felére-harmadára-negyedére, kevesebb mint 500 pT-ra csökkenthető. 
Többek között szabadalmaztatta a 750, 400, 220 és 120 kV-os nagyfeszültség alatti munkavégzésnek új, más megoldásoktól eltérő, hazánkban jól alkalmazható módszereit, eszközeit, kisgépeit és szerszámait. Jelentős munkát végzett a módszer hazai és külföldi gyakorlati felhasználása és elterjesztése terén. Új eljárásokat és eszközöket dolgozott ki a transzformátorok olajának és olajpapír szigetelésének regenerálására. A villamos kapcsolókészülékek, különösen pedig a kis- és középfeszültségű áramkorlátozó olvadóbiztosítók kutatása, fejlesztése és gyártásba való bevezetése terén ért el jelentős hazai és nemzetközi eredményeket. Megalapozta a hazai olvadóbiztosító kutatást. Irányításával fejlesztették ki a kis- és középvárására. Irányításával és közvetlen közreműködésével fejlesztette ki az OVIT a nagyfeszültségű távvezetékek építésének gazdaságos technológiáját, létrehozta a különleges hálózatszerelési és üzemeltetési kisgépek és nagyszerszámok szerkesztési, gyártási és karbantartási bázisát.
Az OVIT a Csikós-féle komplett FAM technikával (eszközökkel és eljárásokkal) szerelte föl és tanította be az ukrajnai 750 kV-os vezetékrendszer és a szovjet-lengyel 750 kV-os távvezeték üzemeltetőit.
Itthon a vezetékfelügyelőségek kaptak FAM eszközöket és kiképzést. Nagyszámú beavatkozások közül külön is említésre érdemes 750 kV-os távvezeték vihar során szétszakadt tartóláncának helyreállítása a Nyírségben, valamint a Paks-Sándorfalva 400 kV-os távvezeték gerjeni Duna-keresztezésében a jelzőfények (Balisor-lámpák) által kikoptatott védővezetők helyreállítása.
Dr. Csikós Béla fejlesztette ki azt az elektrosztatikus védőöltözetet, amelyet a FAM munkavégzés során használni kell. E védőruha koncepcióját a mai napig is alkalmazzák szerte a világon.
A Dr. Csikós Béla által feltalált, szabadalmazott és a hozzá szükséges eszközök és eljárások terén a feltaláló által részletesen kidolgozott és általa személyesen kipróbált NaF FAM (NagyFeszültségű Feszültség Alatti Munkavégzési) technikák.
A kiállított elektrosztatikus szerelőkabinban és védőruházatban az OVIT 1969-ben 44 alkalommal végzett alállomási és távvezetéki kísérleti munkát 400 kV feszültségen üzemben levő berendezésen, a nagyfeszültség közvetlen érintésével.
Az elektrosztatikus védőruházat a 400 kV-os berendezések üzeme közben egészségi ártalom nélkül teszi lehetővé a nagyfeszültség érintésével és közelében végzett munkát.
Mentesíti az emberi testet a kapacitív áramoktól és tranziens feszültségütésektől Szigetelőgémes könyökdarura szerelt elektrosztatikus kabinban és védőruházatban egészségi károsodás nélkül a szerelő is nagyfeszültségen lehet.
Dr, Csikós Béla koncepciója és tervei alapján az OVIT a Gödi alállomás szomszédságában megépítette a NaF FAM tanpályát. a Gödi NaF FAM tanpálya A 750, 400, 220 és 120 kV-os távvezetékek építőinek, üzemeltetőinek betanítására, begyakoroltatására és vizsgáztatására.
A Csikós Béla által feltalált, szabadalmazott és a hozzá szükséges eszközök és eljárások terén a feltaláló által részletesen kidolgozott és általa személyesen kipróbált NaF FAM (NagyFeszültségű Feszültség Alatti Munkavégzési) technika betanítására, begyakorlására és a tanultakból történő vizsgáztatásra a Gödi szabadtéri tanpálya mellett szükség volt egy időjárástól független, kellő belméretű próbateremre is, ahol legalább 400, egyes műveletek és eszközök tekintetében 750 kV, névleges feszültségig végezhetők NaF FAM beavatkozások. Magyarországon kevés ilyen helyiség van. Közülük is kiemelkedik a BME Nagyfeszültségű Laboratóriuma,

## Halála után
A 2000-es évek elején özvegyének jóváhagyásával a BME Nagyfeszültségű Laboratóriumában jött létre a Csikós Béla FAM Oktatási Központ.
2022-ben dr. Csikós Béla születésének századik évfordulója alkalmából a Budapesti Műszaki és Gazdaságtudományi Egyetem (BME) Villamos Energetika Tanszékének (VET) Nagyfeszültségű Laboratóriumában (NFL) működő Csikós Béla FAM Oktatási Központ (FAMOK) emlékülést szervezett.
2022. november 30-án bejegyezték a Dr. Csikós Béla a Magyar Energia Múltja és Jövője Alapítványt, melynek fő célja és tevékenysége dr. Csikós Béla szellemi hagyatékának gondozása. Az alapítvány kuratóriumának elnöke – Csikós Béla néhai felesége, született Németh Éva utolsó kívánságára – keresztlányuk, Földi Anita.

## Díjai
1973-ban munkásságát Állami Díjjal ismerték el.
Déry-díjas, Zipernowsky-díjas és Elektrotechnika díjas, Kiváló Feltaláló kitüntetés arany fokozatát kapta meg.
A Magyar Tudományos Akadémia Elektrotechnika Bizottság tagja. A Tudományos Minősítő Bizottság 1993-ban a műszaki tudományok doktorává nyilvánította.

## Magánélet
Házas, felesége, Németh Éva társa volt a munkában és a magánéletben is. Halála után megőrizte férje hagyatékát az utókornak. 